# Schloss Cumberland

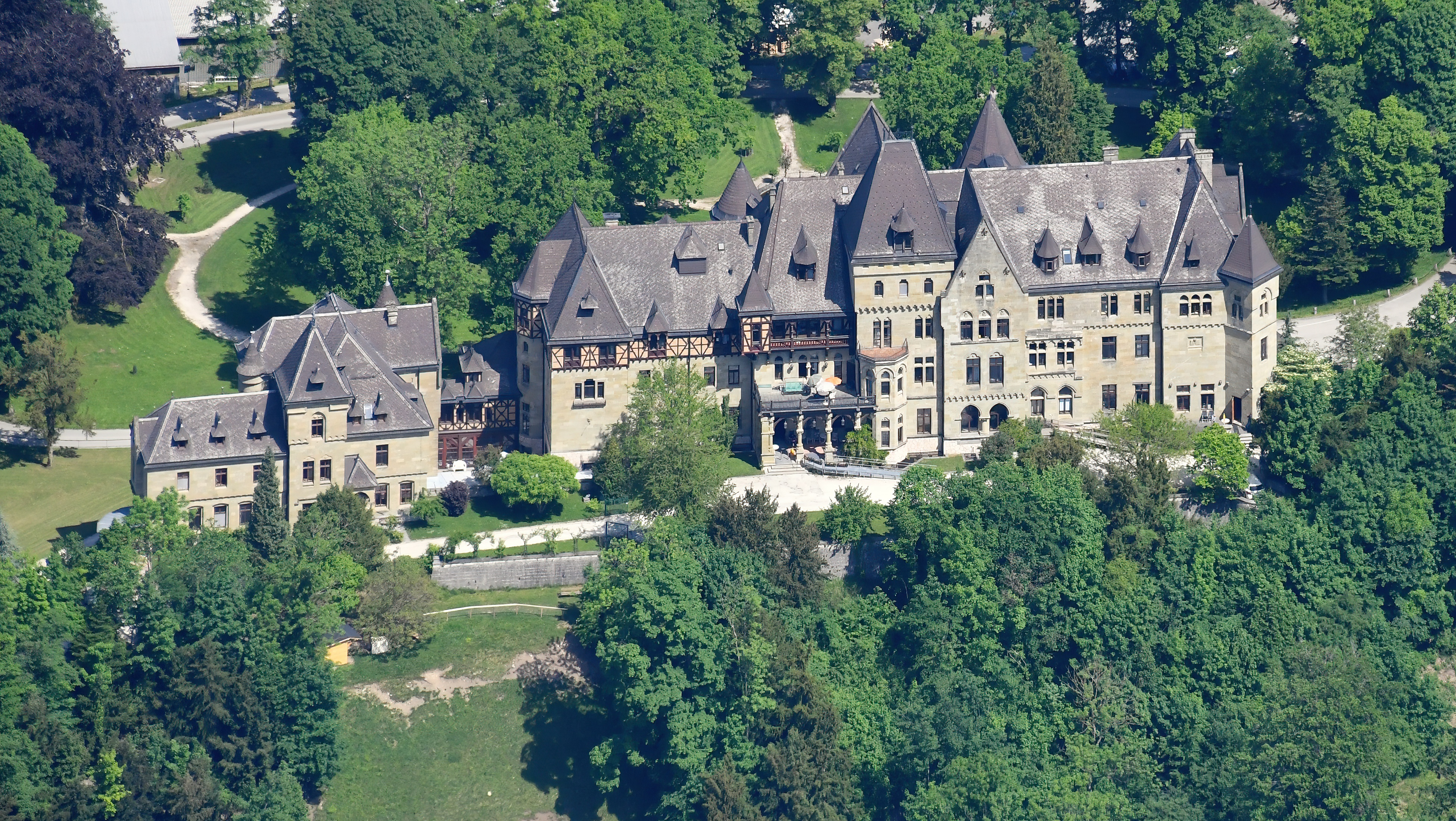
Schloss Cumberland, 2022

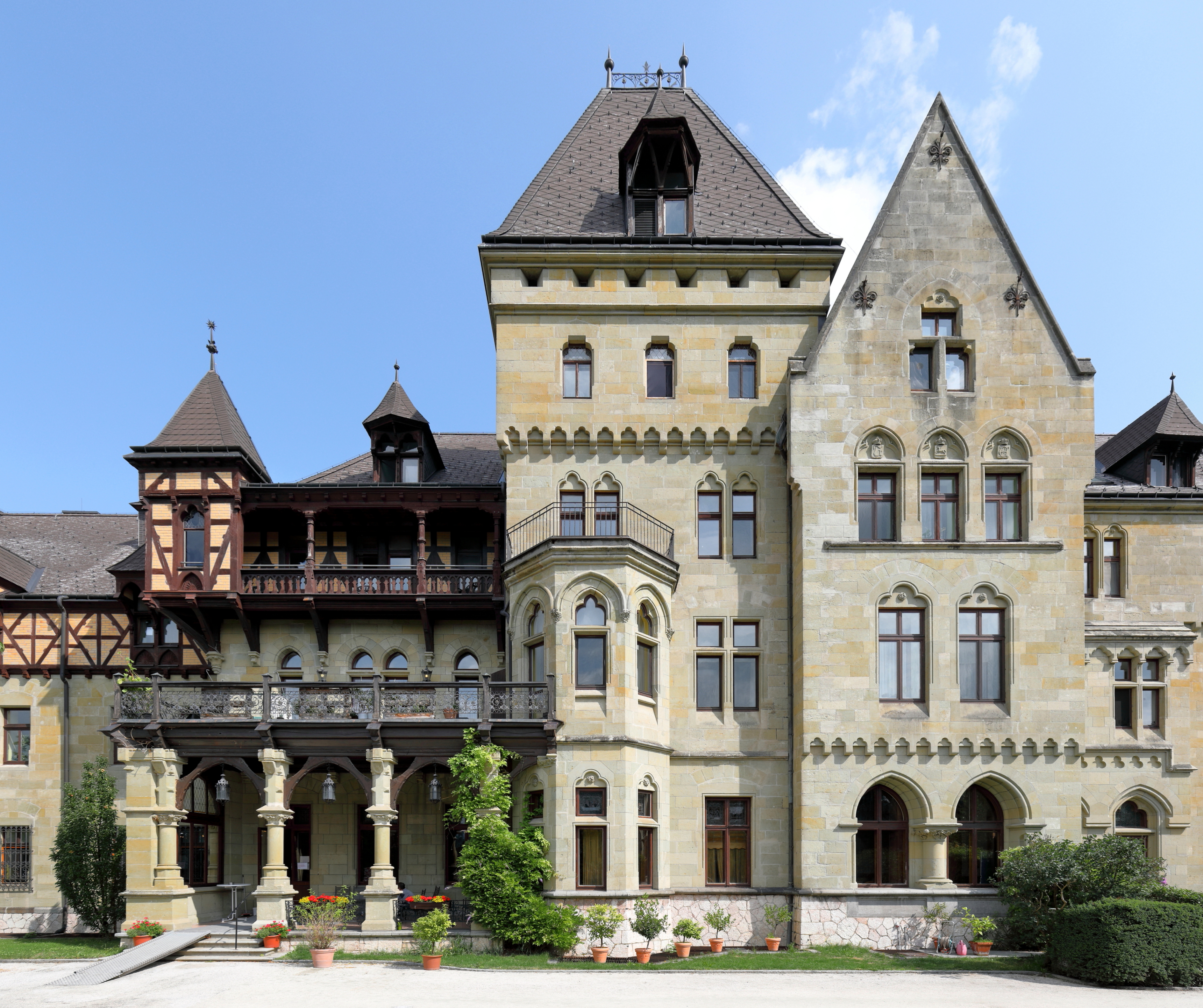
Südseitige Hauptfassade des Schlossgebäudes

Das Schloss Cumberland wurde als ein Residenzschloss der Welfen von 1882 bis 1886 im historistischen Baustil errichtet. Es befindet sich auf einer Anhöhe nordöstlich von Gmunden in der Nähe des Traunsees in Österreich und ist seit dem Jahr 1979 im Eigentum des Landes Oberösterreich.

## Geschichte
Am 2. Oktober 1866 erfolgte die preußische Besitzergreifung des Königreiches Hannover als Ergebnis des für Österreich und das verbündete Hannover verlorenen Deutschen Krieges. Der König von Hannover, Georg V., war durch diese Ereignisse zu einem länderlosen Flüchtling geworden, der auf die Gastfreundschaft seiner Verwandten und befreundeter Fürsten angewiesen war. Er ging daher zunächst nach Wien zu seinem Kriegsverbündeten Kaiser Franz Joseph I.

### Gmundener Villen

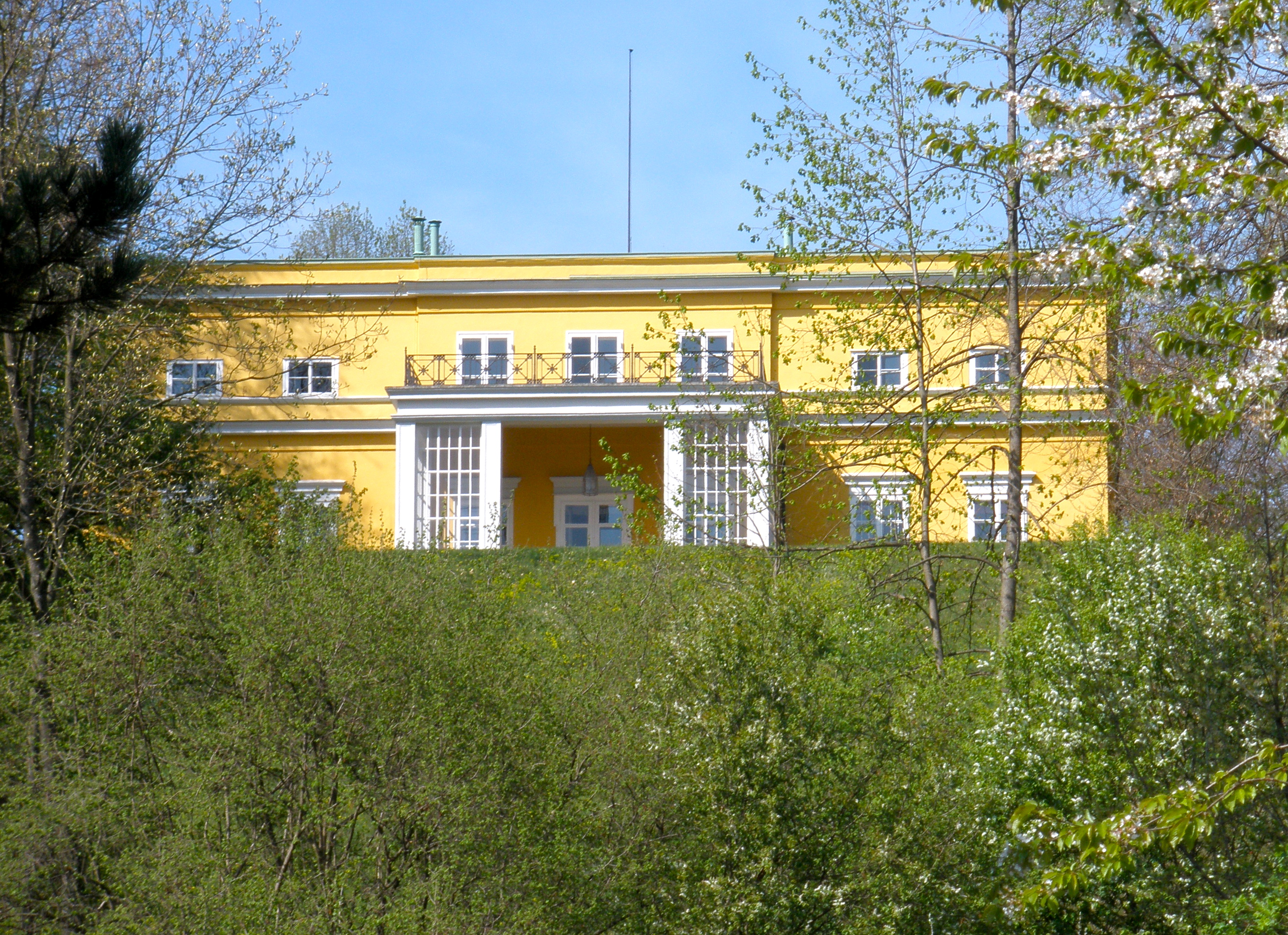
Die Königinvilla

Im Frühjahr 1868 kam die königliche Familie ebenso wie der kaiserliche Hof in Wien auf Kur in das Salzkammergut. Sie nahm Aufenthalt in der Villa Redtenbacher (1838 als klassizistische Villa Thun errichtet) bei Gmunden, die sie bald darauf erwarb. Auch das exilierte Haus Österreich-Toskana siedelte sich 1870 in Gmunden in der Villa Toscana an.
Der blinde König Georg V. starb 1878 in Paris und wurde in der Gruft der St. George’s Chapel in Windsor Castle beigesetzt. Seine Witwe Marie wohnte dann bis zu ihrem Tod 1907 in der Gmundener Villa, die seither Königinvilla genannt wird und bis heute dem Welfenhaus gehört.

### Residenzschloss

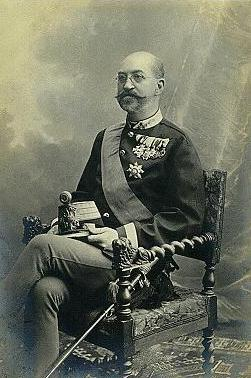
Ernst August von Hannover (1845–1923), Kronprinz von Hannover, 3. Duke of Cumberland

Schloss Cumberland als Residenzschloss der Welfen (um 1913)

1882 erwarb Georgs Sohn, Ernst August, Kronprinz von Hannover und 3. Duke of Cumberland, viel Land in nächster Nähe der Königinvilla auf einer Anhöhe im Norden der Stadt oberhalb des Krottensees, um sich darauf sein Schloss im Windsorstil errichten zu lassen. Der Hannoveraner Ferdinand Schorbach wurde als Architekt beauftragt und entwarf es im neugotischen Tudorstil. Nach dem Baubeginn am 15. Juni 1882 bezogen am 15. September 1886 die Welfen die weitläufige und prunkvoll eingerichtete Schlossanlage. Das Schloss war mehr zum Repräsentieren als zum Wohnen bestimmt. Das Schloss Cumberland ist der größte Schlossbau des Historismus in Oberösterreich. Als Baustoffe wurden roter Marmor aus Ebensee, Granit aus Schärding und Sandstein aus Regensburg verwendet. Größter Wert wurde in die künstlerische Ausgestaltung gelegt, und man schuf eine Reihe von prunkvoll ausgestatteten Räumlichkeiten. Im Schloss wurden damals auch die weltberühmten Pretiosen des Welfenschatzes verwahrt. Sein Glanzstück war die sogenannte Welfenbibel. Die Kapelle (sehenswerte Altargemälde aus der Schule Lucas Cranach) und das Prinzenstöckl (heute Bibliotheksgebäude) wurden einige Jahre später errichtet. Von 1886 bis zu seinem Tod 1923 war das Schloss Sitz des exilierten Kronprinzen. Ernst August, seine Mutter sowie einige andere Mitglieder der Familie sind im Mausoleum neben dem Schloss beigesetzt (siehe unten).
Die Hannoveraner waren für Gmunden ein wichtiger Wirtschaftsfaktor. Schloss Cumberland war ein beliebter Treffpunkt des europäischen Hochadels. Der Hofstaat umfasste über 200 Personen. Die Herzogsfamilie war in der Stadt sehr engagiert in kulturellen und sozialen Angelegenheiten und unterstützte z. B. maßgeblich die Errichtung der evangelischen Kirche in Gmunden (1871–75) und war ein überaus freigiebiger Mäzen der Stadt (namhafte Spenden für Kanal- und Straßenbau, für die Esplanade, für die Suppenküche der Bedürftigen, finanzielle Unterstützungen für Studenten und ausgediente Soldaten). Die Benennung der Georgstraße nach König Georg V. war eines der Zeichen der Dankbarkeit und Verbundenheit der Stadt mit der Herzogsfamilie.
Das zugehörige Forst- und Jagdrevier bei Grünau im Almtal, der Cumberland Wildpark, mit dem Jagdschloss Hubertihaus befindet sich bis heute im Besitz einer Familienstiftung des Hauses Hannover.
Im Jahre 1930 erfolgte die Umwandlung des Schlosses in ein Welfisches Haus- und Familienmuseum. Im Jahre 1938 nahmen die Nationalsozialisten das Schloss als Gauschulungsburg in Besitz. Von 1940 bis 1945 diente es als Kriegslazarett.

### Medizinische Nutzung ab 1945

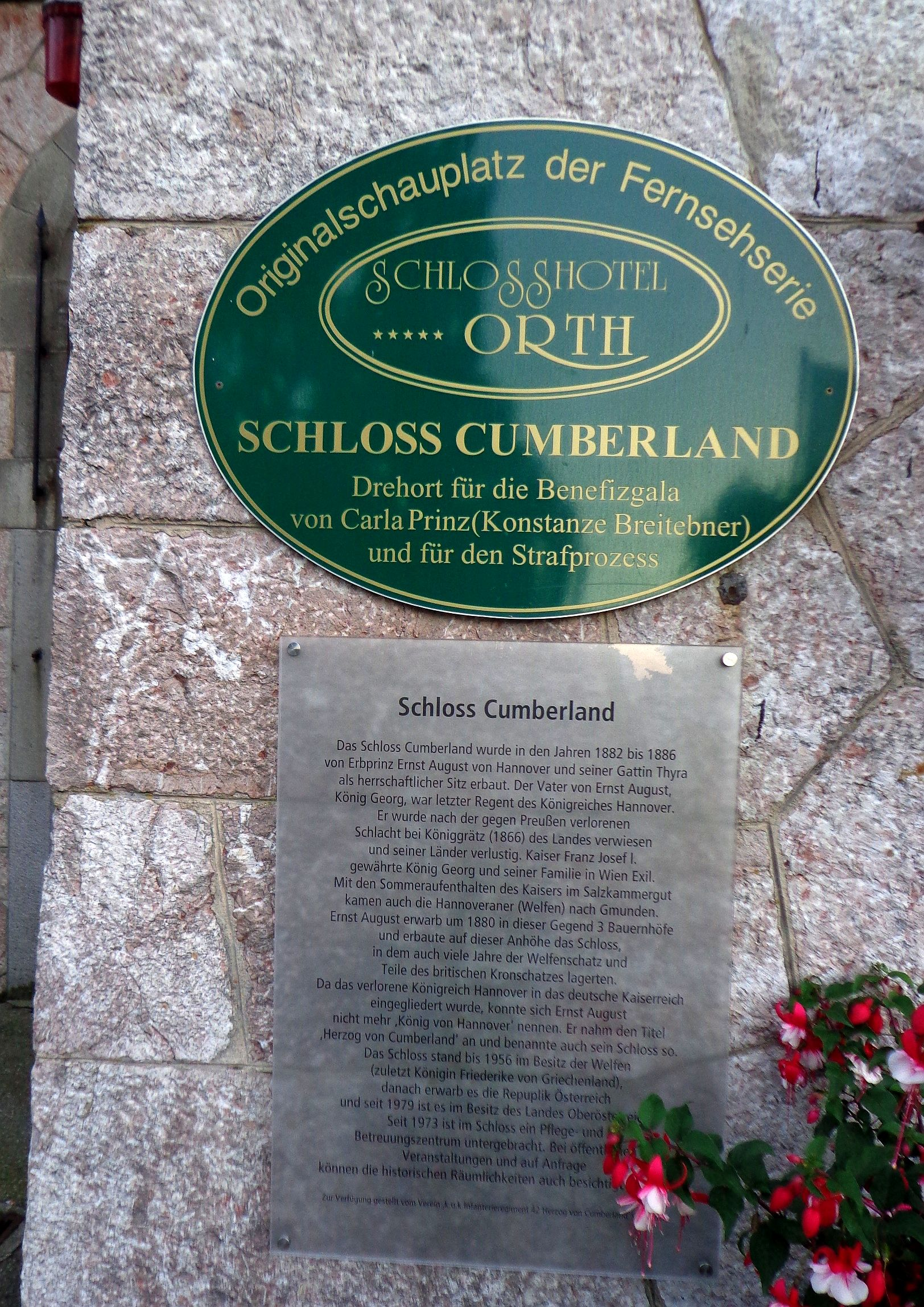
Schloss Cumberland, Informationsschild zur TV-Serie „Schlosshotel Orth“

Nach dem Zweiten Weltkrieg übernahm die Republik Österreich das Schloss Cumberland. Vom Jahre 1947 bis 1972 diente das Schloss als TBC-Krankenhaus. Nach einer gründlichen Desinfektion des Gebäudes wurde das Schloss in eine Landes-Pflegeanstalt umgewidmet, am 8. Jänner 1973 wurde offiziell der Pflegebetrieb aufgenommen. Am 1. Jänner 1979 ging die gesamte Liegenschaft durch Kauf in den Besitz des Landes Oberösterreich über und erhielt den Namen „Landespflege- und Betreuungszentrum Schloss Cumberland“.
Das Schloss wurde letztmals 2000 renoviert. Es erfolgten Umbauten für die Bedürfnisse der Bewohner und Angestellten, wie etwa durch Einbau eines Liftes, Verschließung der zahlreichen Kamine. Ab dem 1. November 2002 wurden hier in einer Wachkomastation Apalliker betreut.
Im Jahr 2018 wurde die LPBZ GmbH (Landespflege- und Betreuungszentren) mit den Standorten Schloss Cumberland, Schloss Gschwendt, Schloss Haus und Christkindl in die Oberösterreichische Gesundheitsholding eingegliedert. 
Nachdem das historische Schloss nicht mehr den baulichen Standards einer zeitgemäßen Pflegeeinrichtung entspricht, werden die rund 80 betreuten Personen bis 2027 in andere Einrichtungen übersiedelt und dieser Standort der Landespflege- und Betreuungszentren geschlossen.

## Beschreibung

### Schloss
Die wandfeste Ausstattung des Schlosses ist weitgehend erhalten und zeugt von der einst prächtigen Originalausstattung des Schlosses.

### Mausoleum

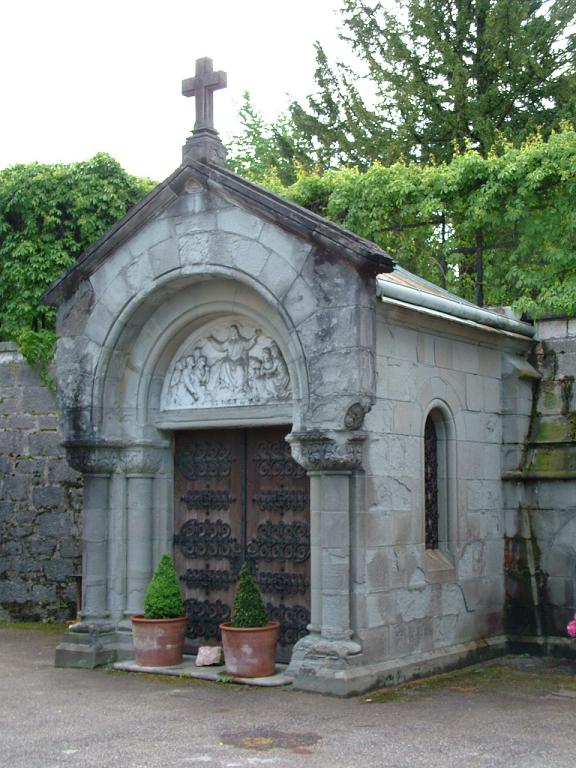
Zugangsbau zum Mausoleum von Schloss Cumberland

Das Mausoleum von Schloss Cumberland erstreckt sich unterhalb der Terrasse an der Ostseite des Hauptgebäudes. Der Grundriss der öffentlich nicht zugänglichen Anlage hat die Form des Buchstabens T und ist durch einen recht unscheinbar anmutenden Zugangsbau zu betreten, der sich an der Nordseite des Schlosses befindet und durch ein doppelflügeliges Holztor verschlossen wird. Folgende Mitglieder des Hauses Hannover sind hier bestattet:
1. Prinz Christian (1885–1901) –  Sohn von Kronprinz Ernst August – Sarkophag
2. Prinzessin Marie (1849–1904) –  Tochter von König Georg V. – Sarkophag
3. Königin Marie (1818–1907) –  Gemahlin von König Georg V. – Sarkophag
4. Prinz Georg Wilhelm (1880–1912) –  Sohn von Kronprinz Ernst August – Sarkophag
5. Kronprinz Ernst August (1845–1923) –  Sohn von König Georg V. – Sarkophag
6. Kronprinzessin Thyra (1853–1933) –  Gemahlin von Kronprinz Ernst August – Sarkophag
7. Prinzessin Olga (1884–1958) –  Tochter von Kronprinz Ernst August – Sarkophag
8. Prinz Christian (1919–1981) –  Sohn von Prinz Ernst August III. – Aschenurne

## Nutzung
Das Schloss und vor allem die „Prunkräume“ sind gelegentlich und anlassbezogen zu besichtigen.
Das Schloss wird häufig als Drehort für Filmaufnahmen in Anspruch genommen.

## Galerie

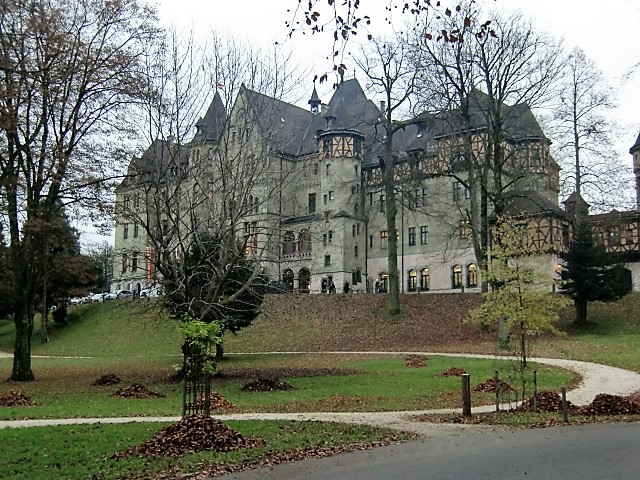
Schloss Cumberland (Nordseite) mit Englischem Garten
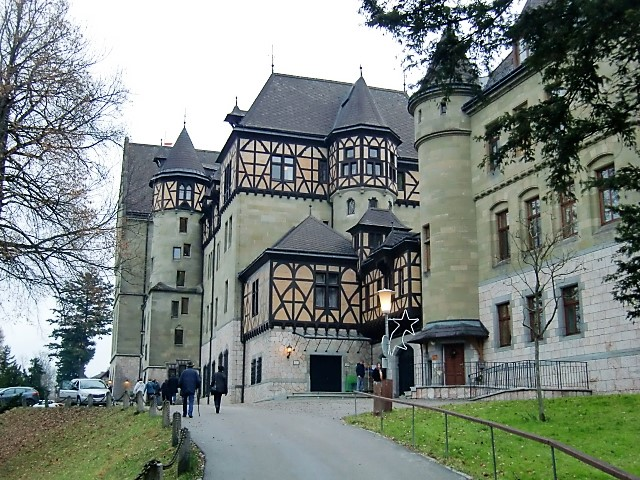
Steinfundament mit Fachwerk und Treppentürmen
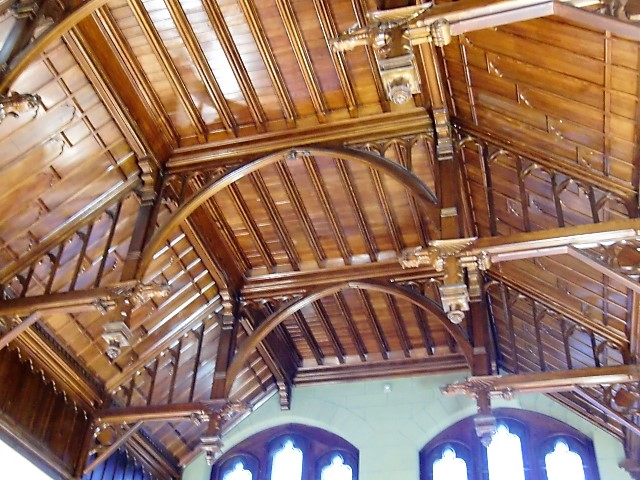
Kassettierte Holzdecke mit geschnitzten Holzstützen und -Rundbögen
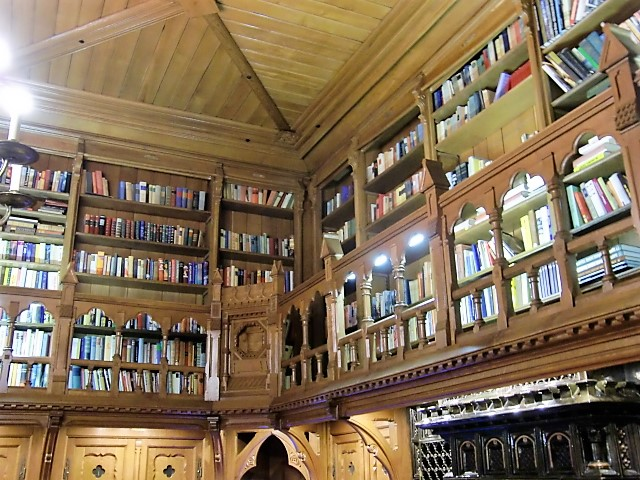
Holzgetäfelte Bibliothek
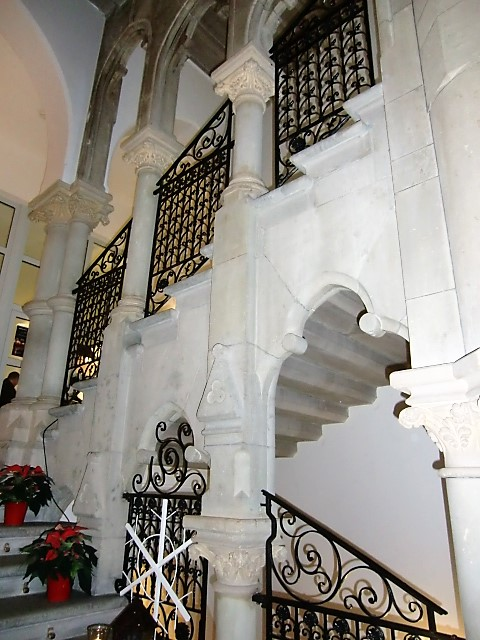
Stiegenhaus mit Säulen
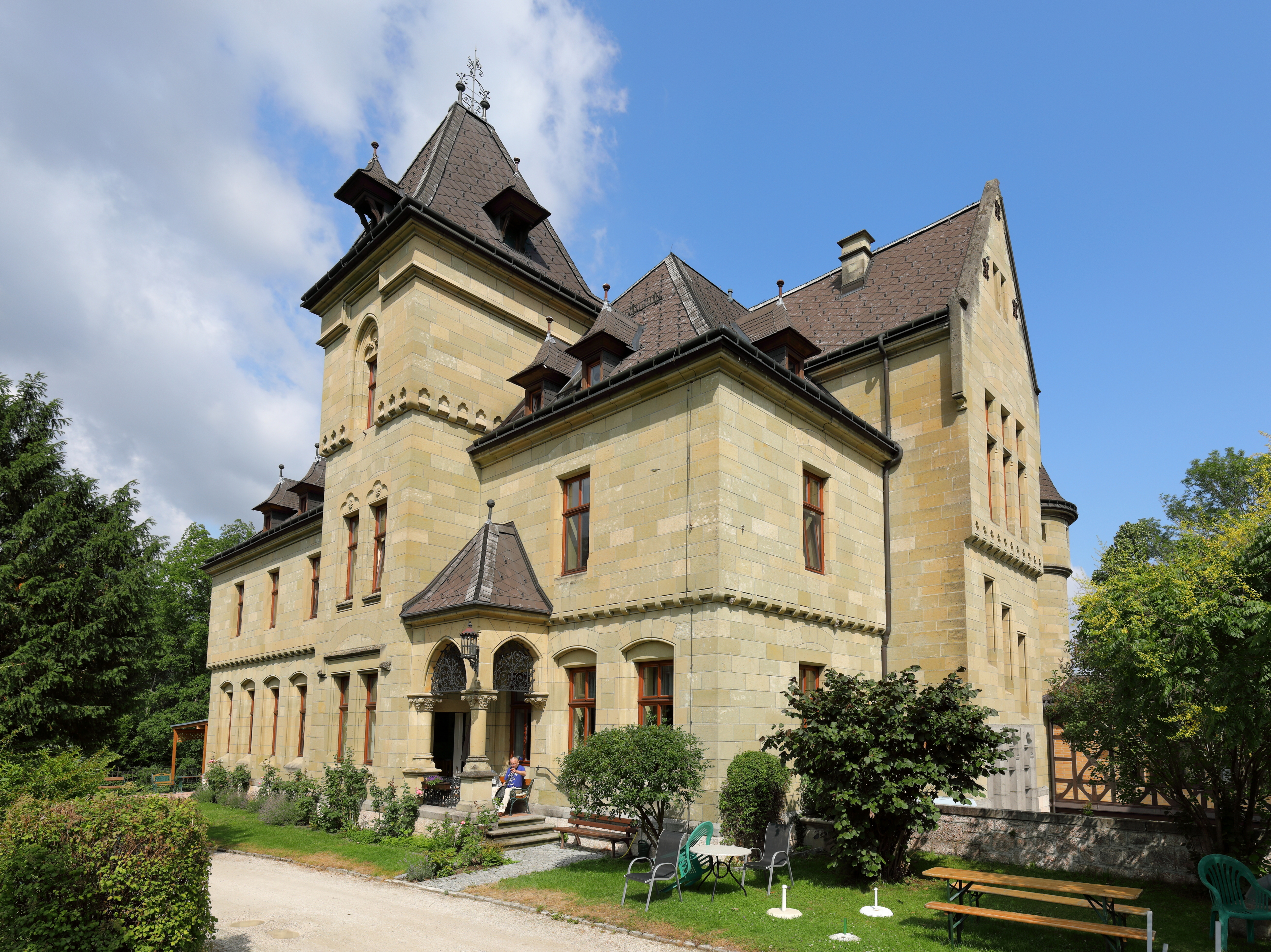
Das sogenannte „Prinzenstöckl“; unmittelbar westlich des Hauptgebäudes